# Ojō to Banken-kun
Ojō to Banken-kun (japanisch お嬢と番犬くん) ist eine Mangaserie von Hatsuharu, die seit 2018 in Japan erscheint. 2023 erschien eine Anime-Adaption, die international als A Girl & Her Guard Dog veröffentlicht wurde. Die romantische Komödie erzählt von der Enkelin eines Yakuza-Bosses und ihrem Beschützer, in den sie sich verliebt hat. 

## Inhalt
Nachdem ihre Eltern bei einem Autounfall ums Leben gekommen sind, wuchs Isaku Senagaki (瀬名垣 一咲) bei ihrem Großvater auf. Der ist Oberhaupt einer Yakuza-Gruppe, weswegen auch seine Enkelin in Gefahr gesehen und ständig beschützt wurde. Als ihr ständiger Begleiter wurde dem Mädchen Keiya Utō (宇藤 啓弥) zugeteilt, ein damals noch sehr junger Untergebener ihres Großvaters. In den gutaussehenden und fürsorglichen jungen Mann hat sich das Mädchen sofort verliebt, auch wenn sie wusste, dass daraus nichts werden konnte. Als sie nun viele Jahre später auf die Oberschule gehen soll, wählt sich Isaku bewusst eine Schule in größerer Entfernung. Sie will endlich aus der Umklammerung ihrer Familie und deren Untergebenen herauskommen und ein normales Oberschulleben führen. An ihrer bisherigen Schule wussten die Mitschüler schnell, dass sie es mit dem Spross einer Yakuza-Bande zu tun haben und mieden sie, sodass Isaku stets allein blieb. Außerdem will sie Abstand zu Keiya bekommen, um sich in jemand anderen zu verlieben.
Doch ihr fürsorglicher Wächter will Isaku auch an der neuen Schule nicht allein lassen. Und so wird der 26-jährige Keiya als ihr Mitschüler. Überraschend wenigen fällt auf, dass er viel älter ist, aber Isaku ist wütend. Dennoch muss sie sich arrangieren und versucht, trotz ihres Wächters Freunde zu finden. Der wiederum zeigt sich geschickt im Umgang mit den Mitschülern, aber gelegentlich kommen die unheimlichen Seiten des Yakuza zum Vorschein. Besonders anderen Jungs gegenüber macht er deutlich, dass sie Isaku fern bleiben sollen. Als sie doch mal mit Freunden ausgeht, gerät Isaku in deren Drogenkonsum und wird bedrängt, woraus Keiya sie knapp befreien kann. Er sieht sich in seiner Sorge bestätigt. Doch bei einem Schulausflug kann er nicht verhindern, dass eine verfeindete Bande seinen Schützling entführt. Auch durch Isakus Mitwirken kommt sie frei. Nun will das Mädchen sich selbst besser schützen können. Sie bemerkt, dass Keiya ihr nicht aus dem Kopf geht und macht sich Gedanken, ob sie doch ein Leben an seiner Seite führen kann. Auch Keiya weiß, dass er für das Mädchen mehr empfindet.

## Veröffentlichung
Der Manga erscheint seit Dezember 2018 im Magazin Bessatsu Friend beim Verlag Kodansha. Dieser bringt die Kapitel auch gesammelt in bisher neun Bänden heraus. J-Pop veröffentlicht die Serie auf Italienisch und beim amerikanischen Ableger von Kodansha erscheint eine englische Fassung.

## Animeserie
Eine Adaption als Anime entstand beim Studio project No.9 unter der Regie von Yoshihiro Takamoto. Die Drehbücher schrieb Aya Satsuki und das Charakterdesign entwarf Yukiko Ban. Die künstlerische Leitung lag bei Lin Ge von Studio Tulip. Die Leitung der Tonarbeiten lag bei Fumiyuki Go und für die Kameraführung war Shigeki Asakawa verantwortlich.
Die Serie wurde erstmals im Oktober 2022 angekündigt. Die 13 Folgen mit je 23 Minuten Laufzeit wurden vom 28. September bis 22. Dezember 2023 von den Sendern Tokyo MX, BS Asahi und Yomiuri TV in Japan ausgestrahlt. International erfolgte parallel dazu die Veröffentlichung unter dem Titel A Girl & Her Guard Dog per Streaming auf der Plattform Crunchyroll mit Untertiteln unter anderem auf Deutsch, Englisch, Spanisch und Französisch.

### Synchronsprecher
| Rolle          | Japanische Stimme |
| -------------- | ----------------- |
| Isaku Senagaki | Akari Kitō        |
| Keiya Utō      | Yuichiro Umehara  |
| Mikio Tanuki   | Junya Enoki       |
| Kaori Sekiya   | Mai Nakahara      |

### Musik
Die Musik der Serie wurde komponiert von Tsubasa Ito. Das Vorspannlied ist Suki ni Naccha Dame na Hito von Masayoshi Ōishi und der Abspann ist unterlegt mit Magie×Magie von Akari Kitō.